# Hotel Spaander
Hotel Spaander is een hotel in 1881 gesticht door Leendert Spaander (1855-1955) aan de Haven in Volendam. Het hotel werd bezocht door diverse bekende personen, onder  wie Pierre-Auguste Renoir in 1885, keizer Wilhelm II in 1921, Elisabeth Taylor in 1975 en Muhammad Ali in 1976.

## Historie

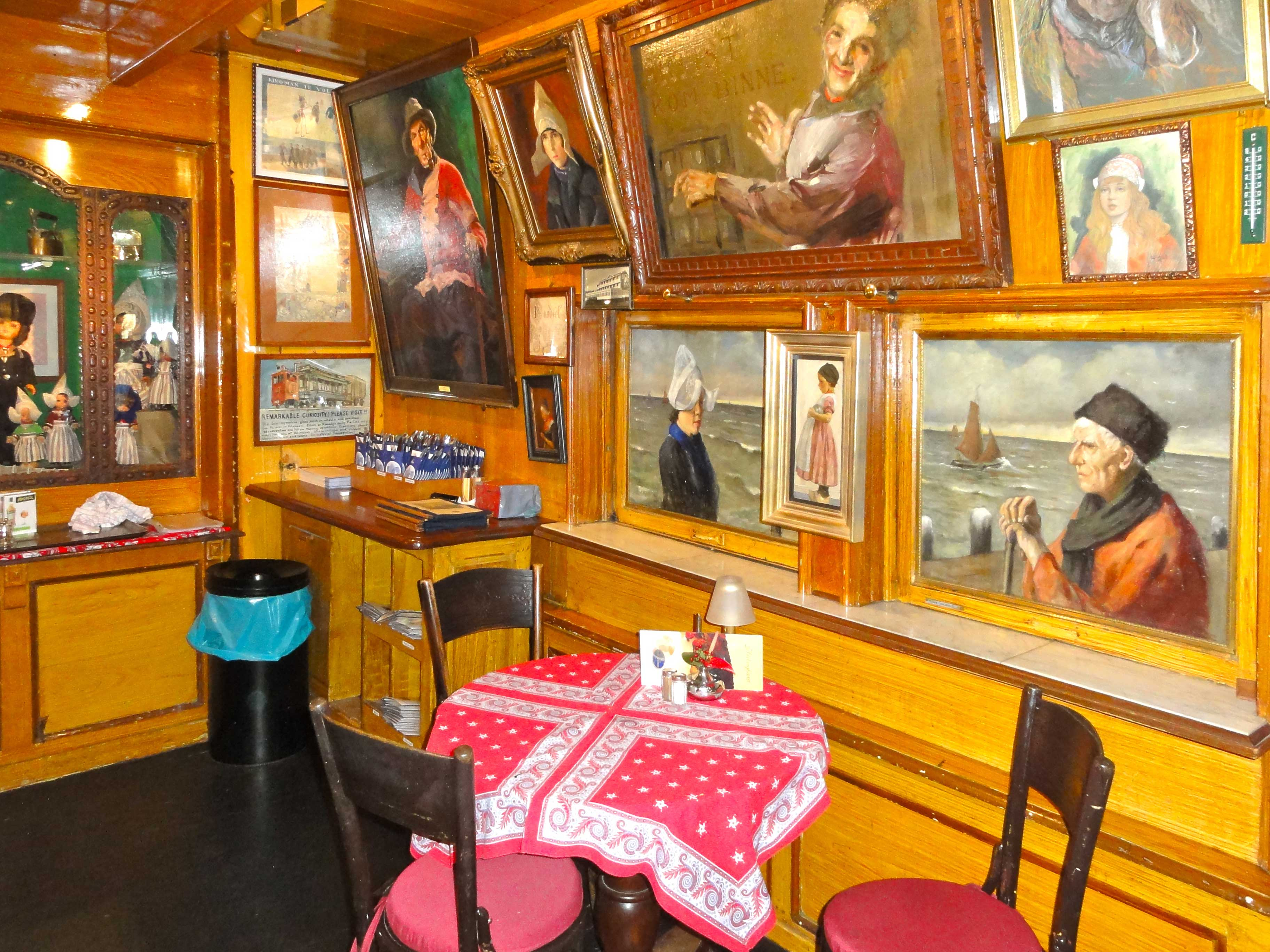
Interieur hotel Spaander (herberggedeelte)

Tot 1881 was in het gebouw het café van Pieter Steur te vinden, de eerste vergunningen van Steur gaan terug tot 1854. In 1881 begon Leendert Spaander hier zijn hotel waaraan hij als oprichter zijn naam verbond. Hij nodigde via de kunstacademies diverse kunstenaars uit de hele wereld uit om naar Volendam te komen. Hij zorgde voor atelierruimte achter het hotel waar zij konden schilderen. Meerdere van hen, waaronder een groot aantal Amerikaanse schilders, gaven gevolg aan zijn uitnodiging. De Volendamse kleding, de zee en het landschap dienden als inspiratiebron voor deze schilders. Als dank schonken zij Spaander door hen vervaardigde schilderijen. Sommige artiesten kwamen niet alleen voor het landschap en het hotel, maar ook voor een van de zeven dochters van Leendert Spaander. Drie van hen trouwden met een kunstenaar, te weten Augustin Hanicotte, Georg Hering en Wilm Wouters. Ook zij zorgden voor een uitbreiding van de kunstcollectie van Spaander.
In 1919 nam Aaltje Spaander het bedrijf over van haar vader. Zij breidde de kunstcollectie verder uit. Hierdoor bezit het hotel een grote collectie van meer dan 1400 kunstwerken. Na de Tweede Wereldoorlog werd het hotel meer bezocht door dagjesmensen, maar ook kunstenaars komen nog regelmatig langs.
Na het overlijden van Aaltje Spaander werd het hotel verkocht aan de Volendamse familie Schilder. Spaander werd een zelfstandig hotel en had drie sterren. In 2015 was het hotel te zien in het televisieprogramma Herrie in Hotel Spaander, hierin schoten Herman den Blijker en Willem Reimers het hotel te hulp om het nieuw leven in te blazen. Het pand werd in 2016 aangewezen als gemeentelijk monument binnen de gemeente Edam-Volendam.
In 2020 had het hotel zwaar te lijden door de coronapandemie en werd op 22 mei failliet verklaard.
In maart 2021 is het hotel overgenomen en aangesloten bij de hotelketen Best Western Hotels & Resorts. De schilderijencollectie is zoveel mogelijk intact gebleven en wordt beheerd door de vorige eigenaar Evert Schilder.